# Língua guzerate
O guzerate, guzarate, gujarati ou gujarate (ગુજરાતી, transl. Gudjarātī) é uma língua indo-ariana falada principalmente no oeste da Índia e em menor quantidade no Paquistão. O número de falantes é incerto, mas são estimados cerca de 61 milhões de falantes no total, o que o faz a 26a língua mais falada no mundo. Destes, de 55 a 60 milhões vivem na Índia, onde a língua é um dos 22 idiomas oficiais da Índia e a sexta mais falada no país. É a língua principal do estado indiano do Guzerate, bem como dos territórios federais adjacentes de Damão e Diu, onde é falado por pelo menos metade dos habitantes, e Dadrá e Nagar-Aveli. É também o idioma da numerosa comunidade guzerate de Bombaim.
Ademais da Índia, a língua é falada de forma minoritária em Uganda (150.000 falantes), na Tanzânia (250.000) e no Quênia (50.000). Há também um significante contingente de falantes de guzerate na América do Norte, no Reino Unido, na ilha Maurícia e também na ilha francesa da Reunião.[carece de fontes?]
O guzerate era a língua nativa de Gandhi, Jinnah e Sardar Patel. O atual primeiro-ministro da Índia, Narendra Modi, é etnicamente guzerate e falante da língua.[carece de fontes?]

## Etimologia e nome em português
A língua guzerate e o estado indiano Guzerate recebem esses nomes a partir da dinastia Gurjara, supostamente uma subtribo dos hunos, que governou parte da Índia Medieval durante os séculos VI e IX da Era Comum.
Entre os dicionaristas brasileiros e portugueses contemporâneos, há um consenso quanto à preferência pela forma "guzerate": o Dicionário Aurélio registra como forma preferencial guzerate, dando como formas não preferenciais guzarate, guzeráti, guzerate e gujarate. O Dicionário Houaiss registra igualmente guzerate como forma preferencial, registrando como variante secundária guzarate. O Dicionário Michaelis registra apenas guzerate, forma preferida igualmente por Aurélio e Houaiss.[carece de fontes?]
Na mesma linha, os dicionários da Porto Editora e o Dicionário Priberam da Língua Portuguesa grafam guzerate como forma preferencial, e guzarate como variante secundária.
Em Portugal, o Dicionário Onomástico Etimológico da Língua Portuguesa traz tanto a grafia Guzarate quanto Guzerate.[carece de fontes?]

## História
A língua evoluiu a partir do sânscrito assim como o hindi, o panjabi e os dialetos rajastani. As principais mudanças fonológicas do sânscrito para o guzerate são a perda de vogais longas e a transformação de encontros consonantais em consoantes geminadas e depois em consoantes simples. Na morfologia, houve a fusão do dual com o plural e substituição de afixos de declinação (não todos) em posposições.
O guzerate antigo foi uma língua que se separou da antiga língua indo-ariana central por volta de 1100 da Era Comum. Era uma língua falada pelos "gurjares" que viviam nos atuais estados de Guzerate e Rajastão. Textos desse período mostram características presentes no guzerate moderno como verbos declinados nos casos nominativo e oblíquo e presença de posposições e verbos auxiliares.

## Demografia e distribuição
Há uma estimativa de quase 62 milhões de falantes no mundo todo. Sendo 60 milhões só na Índia, onde é a primeira língua de 55 milhões. Entretanto, líderes de comunidades falantes de guzerate no Paquistão afirmam que há cerca de 3 milhões de falantes na cidade de Carachi, mesmo sem dados oficiais. Ainda no Paquistão, a língua é falada na província de Panjabe.

Devido às diversas migrações do povo guzerate, a língua se espalhou por diversos países fora do subcontinente indiano. Na África, existem comunidades falantes de guzerate em países como Tanzânia, Quênia, Maláui, Uganda, África do Sul, Zâmbia e Zimbábue. Na Uganda, tanto o hindi como o guzerate são falados pela comunidade hindu que imigrou para o país no início do século XX. Na África do Sul, a constituição estabelece que o governo deve promover e proteger o uso do guzerate pelas comunidades do país assim como outras línguas minoritárias faladas no país.

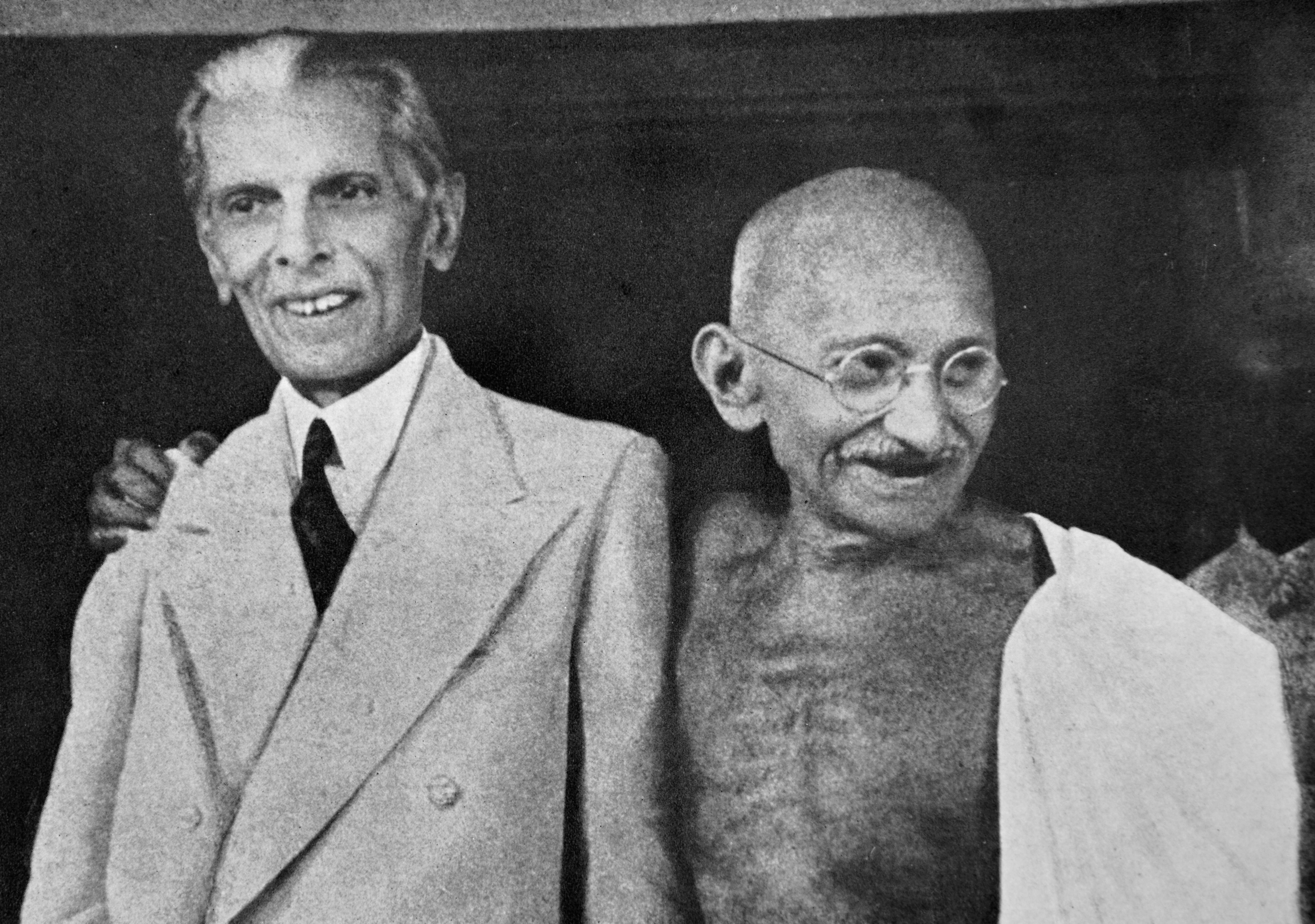
Encontro de Gandhi e Muhammad Ali Jinnah em 1944. Ambos eram falantes de guzerate

Na Ilha da Reunião, a língua é falada por imigrantes guzerates que se mudaram para a ilha entre os séculos XIX e XX, onde muitos começaram pequenos negócios e se desenvolveram economicamente. Paradoxalmente, o sucesso econômico dos guzerates causou insatisfação entre os demais habitantes e dificultou a sua integração.
Nos Estados Unidos da América, pelo menos 300 mil pessoas conversavam em guzerate em suas casas. Em 2016, segundo o censo do governo canadense, havia mais de 120 mil falantes de guzerate no país, o que correspondia a cerca de 0,4 da população.

## Fonologia

### Vogais
As vogais podem ser classificadas em questão de posição da língua, altura da língua e arredondamento. As vogais i, u, ʊ, ə, ɛ, ɔ e a possuem versões nasais.
|               | Anterior | Central | Posterior |
| ------------- | -------- | ------- | --------- |
| Fechada       | i        |         | u         |
| Quase-fechada | ɪ        |         | ʊ         |
| Semifechada   | e        |         | o         |
| Média         |          | ə       |           |
| Semiaberta    | ɛ        |         | ɔ         |
| Aberta        |          | a       |           |

Notas:
- Os pares [o]-[ɔ] e [e]-[ɛ] são alofones.
- [ə] geralmente não é pronunciado no fim de palavras, exceto quando é precedido por um encontro consonantal.

### Consoantes
A tabela seguinte apresenta o inventário consonantal da língua. Os pares [w]-[ʋ] e [pʰ]-[f] são alofones.
|                   |                   | Bilabial | Labiodental | Dental/Alveolar | Retroflexo | Palatal | Velar | Glotal |
| ----------------- | ----------------- | -------- | ----------- | --------------- | ---------- | ------- | ----- | ------ |
| Nasal             | Nasal             | m        |             | n̪               | ɳ          | ɲ       | ŋ     |        |
| Plosiva           | desvozeada        | p        |             | t̪               | ʈ          | tʃ      | k     |        |
| Plosiva           | vozeada           | b        |             | d̪               | ɖ          | dʒ      | g     |        |
| Plosiva           | aspirada          | pʰ       |             | t̪ʰ              | ʈʰ         | tʃʰ     | kʰ    |        |
| Plosiva           | murmurada         | bʱ       |             | d̪ʱ              | ɖʱ         | dʒʱ     | ɡʱ    |        |
| Fricativa         | desvozeada        |          | f           | s               | ʂ          |         |       | h      |
| Fricativa         | vozeada           |          |             | z               |            |         |       |        |
| Vibrante múltipla | Vibrante múltipla |          |             | r               |            |         |       |        |
| Vibrante simples  | Vibrante simples  |          |             |                 | ɽ          |         |       |        |
| Aproximante       | Aproximante       | w        | ʋ           |                 |            | j       |       |        |
| Lateral           | Lateral           |          |             | l               | ɭ          |         |       |        |

## Sistema de escrita

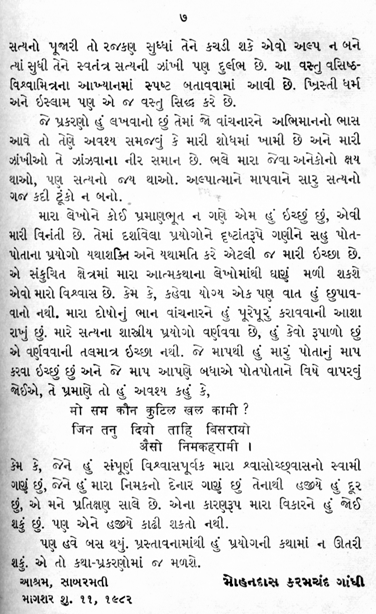
Página de "The Story of My Experiments with Truth", autobiografia de Gandhi, em guzerate, língua original da obra.

O sistema de escrita guzerate é um abugida derivado do devanágari. Diferentemente de outros sistemas derivados do devanágari, o atual abugida guzerate não utiliza a tradicional linha horizontal na parte de cima das palavras (shirorekha), apesar de alguns manuscritos anteriores ao século XIX escritos em guzerate antigo a possuírem. O mais antigo documento escrito com o sistema guzerate data de 1592, e a primeira vez que ele apareceu na forma impressa foi em 1797. Até o século XIX, a escrita guzerate era usada principalmente para escrever cartas e registrar contas, enquanto o devanágari era usado principalmente para literatura e produções acadêmicas. Por essa razão, a escrita foi rotulada como a "dos banqueiros" ou "dos mercadores".

### Vogais
No abugida, a vogal inerente é o /ə/ (schwa). As demais vogais são representadas por caracteres independentes se estiverem sozinhas na sílaba ou através de diacríticos se acompanharem consoantes, conhecidos como mātrās.
| Independente | mātrā | ભ + mātrā | Romanização | AFI  | Nome do mātrā |
| ------------ | ----- | --------- | ----------- | ---- | ------------- |
| અ            |       | ભ         | a           | ə    |               |
| આ            | ા      | ભા         | ā/aa        | a    | kāno          |
| ઇ            | િ      | ભિ         | i           | ɪ    | hrasva-ajju   |
| ઈ            | ી      | ભી         | ī/ii        | i    | dīrgha-ajju   |
| ઉ            | ુ      | ભુ         | ū/uu        | u    | hrasva-varaṛũ |
| ઊ            | ૂ      | ભૂ         | u           | ʊ    | dīrgha-varaṛũ |
| એ            | ે      | ભે         | e, ɛ        | e, ɛ | ek mātra      |
| ઍ            | ૅ      | ભૅ         | ɛ           | ɛ    | candra e      |
| ઐ            | ૈ      | ભૈ         | ai          | əj   | be mātra      |
| ઓ            | ો      | ભો         | o, ɔ        | o, ɔ | kāno ek mātra |
| ઑ            | ૉ      | ભૉ         | ɔ           | ɔ    | candra o      |
| ઔ            | ૌ      | ભૌ         | au          | əʋ   | kāno be mātra |

Existem exceções na regra de adição dos diacríticos. São elas:ર(ra) +ભુ(ū) =રુ(rū); ર(ra) + ભૂ(u) =રૂ(ru); જ(ja) + ભી(ī) = જી(jī).

### Consoantes
As consoantes são tradicionalmente organizadas em classes (vərgās). As primeiras cinco classes são de oclusivas começando das velares até chegar nas bilabiais. Cada grupo de oclusivas é composto por cinco consoantes: uma desvozeada não-aspirada, uma desvozeada aspirada, uma vozeada não-murmurada, uma vozeada murmurada e uma nasal. As demais consoantes que não encaixam nessas categorias formam um outro grupo a parte.
|                         | Velar | Velar | Velar | Palatal | Palatal | Palatal | Retroflexo | Retroflexo | Retroflexo | Dental | Dental | Dental | Bilabial | Bilabial | Bilabial   |
| ----------------------- | ----- | ----- | ----- | ------- | ------- | ------- | ---------- | ---------- | ---------- | ------ | ------ | ------ | -------- | -------- | ---------- |
| desvozeada não-aspirada | ક     | ka    | [kə]  | ચ       | ca      | [tʃə]   | ટ          | tta        | [ʈə]       | ત      | ta     | [t̪ə]   | પ        | pa       | [pə]       |
| desvozeada aspirada     | ખ     | kha   | [kʰə] | છ       | cha     | [tʃʰə]  | ઠ          | ttha       | [ʈʰə]      | થ      | tha    | [t̪ʰə]  | ફ        | pha      | [pʰə]/[fə] |
| vozeada não-murmurada   | ગ     | ga    | [ɡə]  | જ       | ja      | [dʒə]   | ડ          | dda        | [ɖə]/[ɽə]  | દ      | da     | [d̪ə]   | બ        | ba       | [bə]       |
| vozeada murmurada       | ઘ     | gha   | [ɡʱə] | ઝ       | jha     | [dʒʱə]  | ઢ          | ddha       | [ɖʱə]      | ધ      | dha    | [d̪ʱə]  | ભ        | bha      | [bʱə]      |
| nasal                   | ઙ     | nga   | [ŋə]  | ઞ       | nya/ña  | [ɲə]    | ણ          | nna        | [ɳə]       | ન      | na     | [n̪ə]   | મ        | ma       | [mə]       |

| Consoante   | ય  | ર  | લ  | ળ   | વ     | શ      | ષ      | સ  | હ  |
| ----------- | -- | -- | -- | --- | ----- | ------ | ------ | -- | -- |
| Romanização | ya | ra | la | lla | va/wa | sha/śa | ssa/ša | sa | ha |
| AFI         | jə | rə | lə | ɭə  | ʋə    | ʃə     | ʂə     | sə | ɦə |

#### Ligaduras Consonantais
Quando consoantes formam encontros (ex: shk), a primeira consoante perde a sua vogal inerente (schwa) e para representar essa mudança, ela muda a sua forma e, na maioria das vezes, se liga à segunda consoante. Para modificar as consoantes existem as seguintes regras:
- Consoantes que possuem uma linha vertical à direita (ખ, ગ, ઘ, ચ, etc.) perdem essa linha. Por exemplo, a palavra મુશ્કીલ (mushkil), que significa dificuldade, a ligadura de શ com ક resulta em શ્ક.
- Consoantes que não têm a linha vertical e possuem uma forma arredondada não sofrerão nenhuma alteração em seu formato. Em vez disso, o espaço entre as duas consoantes é removido e as duas ficam mais próximas.
- Pares de consoantes retroflexas são escritas uma sobre a outra. Ex: ડ્ડ (ડ+ડ), ટ્ટ(ટ+ટ), ઠ્ઠ(ઠ+ઠ), ઢ્ઢ(ઢ+ઢ).
- શ junto com વ ou ચ assume um formato irregular: શ્વ(શ+વ), શ્ચ(શ+ચ).
- Kša e jña possuem formas específicas. São elas, respectivamente, ક્ષ e જ્ઞ. Na maioria das vezes, elas são usadas em palavras vindas do sânscrito.
- દ(d) e હ(h) possuem algumas ligaduras irregulares, são elas: દ્મ(dma), દ્દ(dda), દ્ધ(ddha), દ્ય(dya), હ્ર(hra), હ્ય(hya) e હ્મ(hma).
- A ligadura de ત+ત pode tanto ser feita segundo a primeira regra (retirando a linha vertical da primeira e unindo as duas consoantes), ou ter a forma irregular ત્ત.
- Ligaduras com ર(r) seguem regras complexas. Algumas são feitas com a adição de um diacrítico a cima da segunda consoante da ligadura, como é o caso ર+ત que assume a forma ર્ત(rta); outras são com um diacrítico sob a consoante anterior, esse é o caso de ટ+ર que resulta em ટ્ર(ttra); e outras com uma modificação mais considerável, como ocorre em ત્ર(tra), ligadura de ત+ર.

Outra maneira de representar esses encontros é adicionando um diacrítico abaixo da primeira consoante chamado halanta. Esse uso geralmente é usado em livros infantis para facilitar a leitura. A seguir estão algumas consoantes com o halanta: ક્(k), પ્(p), ત્(t).

### Modificadores
Os modificadores são símbolos específicos usados para modificar as sílabas.
| Modificador | Nome             | Função |
| ----------- | ---------------- | --- |
| ં            | bindu ou anuswar | Nasalização de vogais, mātrās e consoantes. Ex: ઈંટ [ĩʈ] (tijolo). |
| ઃ            | visarga          | Indicar prolongamento, usada em palavras vindas do sânscrito. Atualmente utilizada em apenas três palavras no guzerate moderno: દુઃખ [d̪uːkʰ] (infelicidade), દુઃસાહ [d̪uːsah] (insuportável) દુઃસાદ્ય [d̪uːsad̪ʱjə] (incurável).                                                                   |
| ્            | halanta          | Indicar o não pronunciamento da vogal inerente de uma consoante. |
| ઋ           | ru ou ri         | É considerado como uma vogal específica pela maneira que se comporta, apesar de foneticamente não ser. Seu mātrā é ૃ. Ex: ઋષી [ruʂi] (ermitão), કૃદંત [krud̪ən̪t̪] (particípio). Ru ainda assume formas irregulares depois de દ(da) e હ(ha. Ex: દૃષ્ટી [d̪ruʂti] (visão), હૃદય [hrud̪əj] (coração). |

### Algarismos
O sistema tradicional guzerate é decimal e posicional, assim como o sistema arábico. Por exemplo, para formar 10, basta justapor o algarismo que representa um com o algarismo que representa 0.
| Algarismo | Equivalente | Nome em guzerate |
| --------- | ----------- | ---------------- |
| ૦         | 0           | શૂન્ય [ʃʊn̪jə]      |
| ૧         | 1           | એક [ek]          |
| ૨         | 2           | બે [be]           |
| ૩         | 3           | ત્રણ [t̪rəɳ]       |
| ૪         | 4           | ચાર [ʧar]         |
| ૫         | 5           | પાંચ [pãʧ]         |
| ૬         | 6           | છ [ʧʰə]          |
| ૭         | 7           | સાત [ʃat̪]         |
| ૮         | 8           | આઠ [aʈʰ]         |
| ૯         | 9           | નવ [n̪əʋ]         |

## Gramática

### Pronomes
Existem 6 classes de pronomes em guzerate: pessoais, demonstrativos, reflexivos, interrogativos, relativos e indefinidos. Todos admitem caso oblíquo, mas não em formas vocativas. Quando à conjugação, existem três tipos: os que se conjugam apenas em caso, os que se conjugam em caso e gênero, e os que se conjugam em caso, gênero e número.

#### Pronomes Pessoais
Os pronomes pessoais se conjugam quanto a número e caso, e apenas o genitivo também admite gênero. Há também a separação quanto à inclusividade da 1ª pessoa do plural.
|              | 1ª pessoa do singular | 1ª pessoa do plural exclusivo | 1ª pessoa do plural inclusivo |
| ------------ | --------------------- | ----------------------------- | ----------------------------- |
| Nominativo   | hũ (હું)                | əme (અમે)                      | apəɳne (આપણે)                  |
| Acusativo    | məne, mare            | əmne, əmare                   | apəɳne                        |
| Instrumental | mɛ̃, mare              | əmne, əmare                   | apəɳne                        |
| Dativo       | məne, mare            | əmne, əmare                   | apəɳne                        |
| Ablativo     | marat̪ʰi               | əmarat̪ʰi                      | apəɳt̪ʰi                       |
| Genitivo     | maro                  | əmaro                         | apəɳno                        |
| Locativo     | maramã                | əmaramã                       | apəɳamã                       |

|              | 2ª pessoa do singular | 2ª pessoa do plural | 2ª pessoa com honorífico |
| ------------ | --------------------- | ------------------- | ------------------------ |
| Nominativo   | t̪u (તું)                | t̪əme (તમે), t̪əmo     | ap                       |
| Acusativo    | t̪əne, t̪are            | t̪əmne, t̪əmare       | apne                     |
| Instrumental | t̪ɛ̃, t̪are              | t̪əmne, t̪əmare       | ape                      |
| Dativo       | t̪əne, t̪are            | t̪əmne, t̪əmare       | apne                     |
| Ablativo     | t̪arat̪ʰi               | t̪əmarat̪ʰi           | apt̪ʰi                    |
| Genitivo     | t̪aro                  | t̪əmaro              | apno                     |
| Locativo     | t̪aramã                | t̪əmaramã            | apmã                     |

|              | 3ª pessoa do singular | 3ª pessoa do plural |
| ------------ | --------------------- | ------------------- |
| Nominativo   | t̪e (તે)                | t̪eo (તેઓ)            |
| Acusativo    | t̪ene                  | t̪eone, t̪emne        |
| Instrumental | t̪eɳe                  | t̪eoe, t̪emɳe         |
| Dativo       | t̪ene                  | t̪eoe, t̪emne         |
| Ablativo     | t̪enat̪ʰi               | t̪eot̪ʰi, t̪eonat̪ʰi    |
| Genitivo     | t̪eno                  | t̪eono, t̪emno        |
| Locativo     | t̪emã                  | t̪eomã, t̪emnamã      |

### Substantivos
Os substantivos declinam em três gêneros (masculino, feminino e neutro) e dois números (singular e plural). Alguns substantivos podem assumir diferentes gêneros a partir da mudanças de seus sufixos. Nesse caso, cada gênero recebe uma conotação específica: o masculino dá a ideia de grandeza (exercendo um papel similar ao do aumentativo), o feminino dá a ideia de pequeno tamanho (exercendo um papel similar ao diminutivo), e o neutro, uma conotação negativa. Existem diversas regras com exceções para saber o gênero de um substantivo. A seguir estão algumas delas:

#### Masculinos
- Palavras terminadas em [o]. Ex: ટુકડો [ʈukɖo] (pedaço); ચોપડો [tʃopaɖo] (livro).
- Dias da semana, meses. Ex: સોમવાર [soməʋar] (segunda-feira).
- Nomes de montanhas, planetas, oceanos e mares. Ex: હિમાલય [himaləj] (Himalaia); સૂર્ય [sʊrəj] (Sol); ગુરુ [guru] (Júpiter); પેસિફિક [pesifik] (Pacífico). ધરતી [d̪ʱərt̪i] (Terra) é uma exceção.
- Objetos grandes. Ex: ટ્રક [ʈrək] (caminhão).
- Sentimentos.
- A maioria dos órgãos do corpo.
- Divisões administrativas de um país.

#### Femininos
- A maioria das palavras terminadas em [i], [a], [e], [t̪] e [s]. Ex: ધરતી [d̪ʱərt̪i] (Terra); આશા [aʃa](esperança); રેલ્વે [relʋe] (ferrovia).
- A maioria dos substantivos abstratos. Ex: મીઠાશ [miʈʰaʃ] (doçura).
- Nomes de rios, dias lunares e turnos de um dia. Ex: ગંગા [gəŋga] (Ganges); રાત [rat̪] (noite).
- Objetos inanimados de tamanho pequeno. Ex:રોટ્લી [roʈli] (pão).

#### Neutros
- Palavras terminadas em [ũ] e [ɳ]. Ex: બારણું [barəɳũ] (porta); વહાણ [ʋəhaɳ] (navio).
- Nomes de cidades e distritos.
- Muitos nomes de líquidos. Ex: તેલ [t̪el] (óleo); જળ [ʤəɭ] (água); દૂધ [d̪ʊd̪ʱ] (leite).

#### Declinação
Os substantivos declinam em três casos: nominativo (nom.), oblíquo (obl.) e vocativo (voc.). Para os demais casos são usadas posposições. Abaixo estão as regras para formar as declinações a depender do caso, gênero, número e final da palavra. Em cada linha está um exemplo de palavra que segue cada tipo de transformação.
| Final      | Singular     | Singular | Singular | Plural       | Plural         | Plural | Tradução (no singular) |
| Final      | Nom.         | Obl.     | Voc.     | Nom.         | Obl.           | Voc.   | Tradução (no singular) |
| ---------- | ------------ | -------- | -------- | ------------ | -------------- | ------ | ---------------------- |
| ə inerente | દેવ [d̪eʋ]     | દેવ       | દેવ       | દેવો [d̪eʋo]    | દેવો             | દેવો     | Deus                   |
| i ou ɪ     | મોચી [moʧi]    | મોચી       | મોચી       | મોચીઓ [moʧio]  | મોચીઓ            | મોચીઓ    | Sapateiro              |
| a          | રાજા [raʤa]    | રાજા       | રાજા       | રાજાઓ [raʤao]  | રાજાઓ            | રાજાઓ    | Rei                    |
| o          | છોકરો [ʧʰokro] | છોકરો      | છોકરો      | છોકરા [ʧʰokra] | છોકરાઓ [ʧʰokrao] | છોકરાઓ   | Menino                 |
| u ou ʊ     | લાડુ [laɖu]    | લાડુ       | લાડુ       | લાડુઓ [laɖuo]  | લાડુઓ            | લાડુઓ    | Doce                   |

| Final      | Singular    | Singular | Singular | Plural        | Plural | Plural | Tradução (no singular) |
| Final      | Nom.        | Obl.     | Voc.     | Nom.          | Obl.   | Voc.   | Tradução (no singular) |
| ---------- | ----------- | -------- | -------- | ------------- | ------ | ------ | ---------------------- |
| ə inerente | વાત [ʋat̪]    | વાત       | વાત       | વાતો [ʋat̪o]     | વાતો     | વાતો     | História; conto        |
| i ou ɪ     | નોકરી [nɔkri] | નોકરી      | નોકરી      | નોકરીઓ [nɔkrio] | નોકરીઓ   | નોકરીઓ   | Trabalho               |
| e          | હરડે [hərɖe] | હરડે      | હરડે      | હરડે           | હરડે    | હરડે    | Cúrcuma                |
| a          | ચિતા [ʧɪt̪a]   | ચિતા       | ચિતા       | ચિતાઓ [ʧɪt̪ao]   | ચિતાઓ    | ચિતાઓ    | Pira                   |
| o          | ઘો [gʱo]     | ઘો        | ઘો        | ઘો             | ઘો      | ઘો      | Iguana                 |
| u ou ʊ     | સાસુ [sasu]   | સાસુ       | સાસુ       | સાસુઓ [sasuo]   | સાસુઓ    | સાસુઓ    | Sogra                  |

| Final      | Singular     | Singular     | Singular | Plural        | Plural         | Plural | Tradução (no singular) |
| Final      | Nom.         | Obl.         | Voc.     | Nom.          | Obl.           | Voc.   | Tradução (no singular) |
| ---------- | ------------ | ------------ | -------- | ------------- | -------------- | ------ | ---------------------- |
| ə inerente | જંગલ [ʤəŋgəl] | જંગલ          | જંગલ      | જંગલો [ʤəŋgəlo] | જંગલો            | જંગલો    | Selva                  |
| i ou ɪ     | પાણી [paɳi]    | પાણી           | પાણી       | પાણી            | પાણી             | પાણી     | Água                   |
| u ou ʊ     | વરુ [ʋəru]    | વરુ           | વરુ       | વરુઓ [ʋəruo]   | વરુઓ            | વરુઓ    | Lobo                   |
| ũ          | છોકરું [ʧʰokrũ] | છોકરા [ʧʰokra] | છોકરા      | છોકરાં [ʧʰokrã]  | છોકરાંઓ [ʧʰokrão] | છોકરાંઓ   | Criança                |
| õ/ɔ̃        | મોં [mõ]       | મોં            | મોં        | મોં             | મોં              | મોં      | Rosto                  |

### Verbos
A forma base de um verbo é composta por uma raiz mais o sufixo sufixo વું [ʋũ] que indica o infinitivo. Quanto à voz, os verbos podem ser ativos, causativos ou passivos. As vozes causativa e passiva são derivadas da forma ativa a partir da adição de sufixos e, basicamente, as demais regras de transformação que se aplicam à voz ativa também aplicam às outras duas vozes.
Existem três tempos verbais: passado, presente e futuro; seis modos: infinitivo, indicativo, imperativo, particípio, condicional e inceptivo; e dois aspectos: perfeito e imperfeito (contínuo). A combinação de modo, tempo e aspecto resulta em um grande número de formas verbais.
As formas verbais simples flexionam em presente, passado e futuro em todos os gêneros e números. Já as formas complexas são baseadas em dois parâmetros: particípios e auxiliares. O particípio provê a forma base as quais são adicionados os sufixos dos auxiliares resultando num grande número de formas modais e aspectuais.

#### Modo Indicativo
Os tempos verbais simples são expressados com a adição de sufixos ao radical. Abaixo está um exemplo de conjugação nos três tempos no indicativo.
|        | Passado  | Passado | Presente | Presente | Futuro   | Futuro |
| Pessoa | Singular | Plural  | Singular | Plural   | Singular | Plural |
| ------ | -------- | ------- | -------- | -------- | -------- | ------ |
| 1ª     | pəɖjo    | pəɖja   | pəɖũ     | pəɖie    | pəɖiʃ    | pəɖiʃũ |
| 2ª     | pəɖi     | pəɖi    | pəɖe     | pəɖo     | pəɖʃe    | pəɖʃo  |
| 3ª     | pəɖjũ    | pəɖjã   | pəɖe     | pəɖe     | pəɖʃe    | pəɖʃe  |

#### Particípio
- Particípio passado: é formado com a adição do sufixo [j] mais uma vogal que expressa gênero e número, com exceção se a vogal for [i], nessas condições, [j] é suprimido.
- Particípio presente: tem como sufixo base [t̪] mais as vogais que expressam gênero e número.
- Particípio do passado remoto: o passado remoto reforça a ideia de conclusão total da ação. A base do sufixo de seu particípio é [el]. A regra de adição de vogais para expressar o gênero e número é a mesma que a dos outros particípios.

|           | Particípio Passado | Particípio Passado | Particípio Presente | Particípio Presente | Particípio Remoto | Particípio Remoto |
| Singular  | Plural             | Singular           | Plural              | Singular            | Plural            |                   |
| --------- | ------------------ | ------------------ | ------------------- | ------------------- | ----------------- | ----------------- |
| Masculino | ləkʰjo             | ləkʰja             | ləkʰt̪o              | ləkʰt̪a              | ləkʰelo           | ləkʰela           |
| Feminino  | ləkʰi              | ləkʰi              | ləkʰt̪i              | ləkʰt̪i              | ləkʰeli           | ləkʰeli           |
| Neutro    | ləkʰjũ             | ləkʰjã             | ləkʰt̪ũ              | ləkʰt̪ã              | ləkʰelũ           | ləkʰelã           |

#### Verbos Auxiliares
Os verbos છે [ʧʰe] (ser) e હોવું [hoʋũ] (tornar-se) são verbos auxiliares do particípio. O verbo [ʧʰe] é defectivo, só se conjugando no presente, e é usado para marcar o aspecto imperfeito (contínuo). [hoʋũ] é usado para introduzir as formas perfeitas e imperfeitas em todos os tempos. Vale ressaltar que [hoʋũ] flexiona em pessoa e número no presente e no futuro e em gênero e número no passado. A combinação dos auxiliares com os particípios originam padrões verbais complexos.
| Pessoa | Singular | Plural |
| ------ | -------- | ------ |
| 1ª     | ʧʰũ      | ʧʰie   |
| 2ª     | ʧʰe      | ʧʰo    |
| 3ª     | ʧʰe      | ʧʰe    |

| Gênero    | Passado | Passado | Pessoa | Presente | Presente | Futuro | Futuro |
| Gênero    | Sg.     | Pl.     | Pessoa | Sg.      | Pl.      | Sg.    | Pl.    |
| --------- | ------- | ------- | ------ | -------- | -------- | ------ | ------ |
| Masculino | hət̪o    | hət̪a    | 1ª     | hoũ      | hoie     | hoiʃ   | hoiʃũ  |
| Feminino  | hət̪i    | hət̪i    | 2ª     | hoj      | ho       | həʃe   | həʃo   |
| Neutro    | hət̪ũ    | hət̪ã    | 3ª     | hoj      | hoj      | həʃe   | həʃe   |

#### Formas Complexas
As formas verbais complexas são derivadas das combinações de auxiliares com os particípios. Elas adicionam aspecto aos verbos.
- Presente Contínuo: presente do verbo + conjugação do verbo છે.

Ex: પડું (cair+pres.+1ªSg.) છું (ser+pres.+1ªSg.) → Eu estou caindo.
- Presente Perfeito: particípio passado + conjugação do verbo છે. Se numa frase o verbo for intransitivo, a concordância de número e gênero será com o sujeito, e se o verbo for transitivo, a concordância será com o objeto.

Ex: હું (eu) પડ્યો (cair+ part.pass.+1ªSg.) છું (ser+pres.+1ªSg.) → Eu caí/tenho caído.
- Passado Contínuo: particípio presente + conjugação de હોવું no passado.

Ex: હું (eu) પડ્તો (cair+part.pres+masc.) હતો (tornar-se+pass.+1ªSg.) → Eu estava caindo.
- Futuro Contínuo: particípio presente + conjugação de હોવું no futuro.

Ex: હું (eu) પડતો (cair+part.pres.+masc.) હોઈશ (tornar-se+fut.+1ªSg.) → "Eu estarei caindo".
- Passado Perfeito: particípio passado + passado de હોવું.

Ex: હું (eu) પડ્યો (cair+part.pass.+1ªSg.) હતો (tornar-se+pass.+1ªSg.) → Eu tinha caído.
- Futuro Perfeito: particípio passado + futuro de હોવું.

Ex: હું (eu) ગયો (ir+part.pass.+1ªSg.) હોઈશ (tornar-se+pass.+1ªSg.) → Eu terei ido.
- Habitual: indica ações habituais recorrentes. Presente de હોવું + છે.

Ex: મગન (Magan) દરરોજ (todos os dias) બાર (12) વાગે (horas) ઘરે (casa+oblíquo) હોય (tornar-se+pres.) છે (ser+pres.).

#### Imperativo
Existem duas formas de imperativo, uma que neutra (não marca tempo) e uma futura. As duas são usadas para fazer pedidos além de lançar bênçãos ou maldições. Na forma neutra, a forma singular nada mais é que a raiz do verbo e a forma plural é a raiz mais [o]. Ex: લખ (escreva); લખો (escrevam).
A forma imperativa futura é marcada pelos sufixos [je] no singular e [jo] no plural. No caso de bençãos e maldições, a forma sempre é usada no plural.
Ex: તારું (sua/seu) સત્યાનાશ (destruição) થજો (acontecer+ imp. pl.) → que você(s) seja(m) destruído(s)!

### Sentença
Assim como todas as outras línguas indo-arianas, a ordem geral dos termos é sujeito-objeto-verbo. Dependendo da natureza do verbo, existem os seguintes subtipos:
- Sujeito + Atributo Copular + Cópula.

Ex: લીના (Lina) સુંદર (bonita) છે (ser+pres.) [lina sũd̪ər ʧʰe] → Lina é bonita.
- Sujeito + Verbo Intransitivo.

Ex: રામ (Ram) ઘરમાં (casa+locativo) ગયો (ir+passado) → Ram foi para casa.
- Sujeito + Objeto Direto + Verbo Transitivo.

Ex: મીતાએ (Mita+ergativo) ફળ (fruta) ખાધું (comer+passado) → Mita comeu a fruta.
- Sujeito + Objeto Indireto + Verbo Transitivo.

Ex: મીતાએ (Mita+erg.) મગનને (Magan+dativo) કહ્યું (contar+pass.) → Mita contou para Magan.

## Vocabulário

### Influência Portuguesa
Durante o século XV, a língua portuguesa funcionou por muito tempo como lingua franca de comércio entre os europeus e as populações do subcontinente indiano. A presença lusitana influenciou a criação de novas palavras relacionadas aos produtos e à cultura europeia em diversas línguas indianas, e dentre elas, o guzerate.
| Português        | Significado em guzerate | guzerate | Transcrição |
| ---------------- | ----------------------- | -------- | ----------- |
| ananás (abacaxi) | ananás (abacaxi)        | અનાનસ     | [ən̪an̪əs]    |
| balde            | balde                   | બાલદી      | [bald̪i]     |
| batata           | batata                  | બટાકા      | [bəʈaka]    |
| caju             | caju                    | કાજુ       | [kaʤu]      |
| chave            | chave                   | ચાવી       | [ʧaʋi]      |
| couve            | couve                   | કોબી       | [kobi]      |
| jogar            | jogatina                | જુગાર      | [ʤugar]     |
| mesa             | mesa                    | મેજ       | [meʤ]       |
| mestre           | carpinteiro             | મિસ્ત્રી     | [mɪst̪ri]    |
| natal            | natal                   | નાતાલ      | [n̪at̪al]     |
| padre            | padre                   | પાદરી      | [pad̪ri]     |
| pagar            | pagar; salário          | પગાર      | [pəgar]     |
| pão              | pão                     | પાઉં       | [paũ]       |
| sabão            | sabão                   | સાબુ       | [sabu]      |
| tabaco           | tabaco                  | તમાકુ      | [t̪əmaku]    |

## Amostras de áudio

### Saudação em guzerate noVoyager Golden Record
O guzerate é uma das 55 línguas que contém saudações nos discos de ouro do Programa Voyager da NASA.
| Transcrição | પૃથ્વી ઉપર વસનાર એક માનવ તરફથી બ્રહ્માંડના અન્ય અવકાશમાં વસનારાઓને હાર્દિક અભિનંદન. આ સંદેશો મળ્યે, વળતો સંદેશો મોકલાવશો.                                                                 |
| Romanização | Pr̥thvī upara vasanāra ēka mānava taraphathī brahmāṇḍanā an'ya avakāśamāṁ vasanārā'ōnē hārdika abhinandana. Ā sandēśō maḷyē, vaḷatō sandēśō mōkalāvaśō. |
| Tradução    | Saudações de um ser humano do planeta Terra. Por favor, faça contato. (Tradução adaptada oficial).                                                     |